# Via Algarviana
De wandelroute Via Algarviana (GR-pad GR13) is een  gemarkeerd langeafstandswandelpad in de Portugese Algarve met een lengte van 300 km. De route loopt vanaf Alcoutim aan de rivier Guadiana bij de grens met Spanje door het bergachtige achterland van de Algarve tot aan Kaap Sint-Vincent aan de kust van de Atlantische Oceaan. De route is verdeeld in veertien etappes van maximaal 30 km en kan dus in twee weken tijd worden afgelegd. De route doorkruist negen gemeenten van de Algarve, met name Alcoutim, Castro Marim, Tavira, São Brás de Alportel, Loulé, Silves, Monchique, Lagos en Vila do Bispo. De route volgt bestaande land- en boswegen en bezoekt plaatsen van cultureel of landschappelijk van belang. Delen van de route zijn ook geschikt voor mountainbikers of kunnen te paard of met ezels worden afgelegd.
In 2013 werden aan de wandelroute aftakkingen toegevoegd naar São Brás de Alportel (GR13.1), Ameixial (GR13.6), Loulé (GR13.2), Albufeira (GR13.7), Aljezur (GR13.5) en Lagos (GR13.4), waardoor combinaties mogelijk zijn.